# Dafna (kibbutz)
Dafna (hebreiska: דפנה) är en kibbutz i Israel. Den grundades 3 maj 1939 och ligger i distriktet Norra distriktet, i den norra delen av landet. Dafna ligger 148 meter över havet vid foten av Golanhöjderna och antalet invånare är 600.
Kibbutzen drev lantbruk med bland annat boskap och fiskodling samt bomulls- och äppelodlignar. På 1960-talet startade kibbutzen en liten fabrik för skotillverkning, fabriken såldes 2009 till den israeliska skotillverkaren Teva Naot.